# Обер-Рамштадт
Обер-Рамштадт (нім. Ober-Ramstadt) — місто в Німеччині, знаходиться в землі Гессен. Підпорядковується адміністративному округу Дармштадт. Входить до складу району Дармштадт-Дібург.
Площа — 41,88 км2. Населення становить 15 127 ос. (станом на 31 грудня 2020).